# Баластни вещества
Баластните вещества са несмилаемите части на всекидневната храна. Най-общо представляват въглехидрати и липиди с растителен и по-рядко с животински произход, като например целулоза, лигнини, хитини, бета-глюкани, инулин, различни олигозахариди и восъци. За човек най-важни от баластните вещества са целулозата и пектините. Баластните вещества придават обем на храната, за да може лесно да се придвижва през червата. Същевременно пречистват организма от токсични вещества и подобряват перисталтиката.
Храните, богати на баластни вещества, са с малко калории. Богати на такива вещества са например пшеничните трици, праскови, тиква, картофи и др. Най-много баластни вещества се съдържат във вареното жито (40-50 г в 100 г), ръжения хляб (6-8 г в 100 г), пълнозърнестия пшеничен хляб (6-7 г в 100 г), малините (4-8 г в 100 г), касиса (4 г в 100 г плод), фъстъците (9 – 11 г в 100 г плод). Количеството на баластните вещества, които трябва да постъпват с храната на човека е около 20 – 30 грама дневно.